# Sphenomorphus devorator
Sphenomorphus devorator är en ödleart som beskrevs av  Ilya Sergeevich Darevsky ORLOV och CUC 2004. Sphenomorphus devorator ingår i släktet Sphenomorphus och familjen skinkar. Inga underarter finns listade i Catalogue of Life.